# Gran Premio de San José
El Gran Premio de San Jose fue una carrera de automovilismo disputada en un circuito de carreras callejero de 2.290 metros de longitud armado cerca del McEnery Convention Center de la ciudad de San Jose, California. La carrera formó parte de la temporada del campeonato de monoplazas Championship Auto Racing Teams desde 2005 hasta 2007. Como resultado de la compra de esa categoría por parte de la Indy Racing League, la edición 2008 del Gran Premio de San Jose fue cancelada. También otras categorías compitieron en este circuito como la Fórmula Atlantic, y de la Trans-Am, etcétera.

## Ganadores

### Champ Car
| Año  | Fecha       | Piloto             | Equipo           | Automóvil          |
| ---- | ----------- | ------------------ | ---------------- | ------------------ |
| 2005 | 31 de julio | Sébastien Bourdais | Newman-Haas      | Lola Ford-Cosworth |
| 2006 | 30 de julio | Sébastien Bourdais | Newman-Haas      | Lola Ford-Cosworth |
| 2007 | 29 de julio | Robert Doornbos    | Minardi Team USA | Panoz Cosworth     |

### Formula Atlantic
| Año  | Piloto            | Equipo                    | Automóvil            |
| ---- | ----------------- | ------------------------- | -------------------- |
| 2005 | Katherine Legge   | Polestar Motor Racing     | Swift 014.a - Toyota |
| 2006 | Raphael Matos     | Sierra Sierra Enterprises | Swift 016.a - Mazda  |
| 2007 | Jonathan Bomarito | PR1 Motorsports           | Swift 016.a - Mazda  |

### Trans-Am
| Año  | Piloto     | Automóvil    |
| ---- | ---------- | ------------ |
| 2005 | Boris Said | Ford Mustang |

- Datos: Q3113951